# Garcia III van Kibangu
Garcia III Nkanga a Mvemba was een heerser van Kibangu en een van de twee belangrijkste Kinlaza-pretendenten voor de troon van het koninkrijk Kongo tijdens de Kongolese Burgeroorlog. Zijn aanspraak op de macht werd betwist door een rivaliserende kandidaat, de koning van Lemba. Garcia III regeerde over Kibangu van 1669 tot 1685, een periode die gekenmerkt werd door politieke instabiliteit en dynastieke conflicten binnen het uiteenvallende koninkrijk.

## Levensloop
Na de afzetting van Pedro III leidde de opvolgingscrisis binnen het huis Kinlaza tot een politieke tweedeling tussen Pedro III, die vanuit Lemba zijn aanspraken op de troon handhaafde, en het afgescheiden koninkrijk Kibangu onder Garcia III Nkanga a Mvemba. De verwoesting van São Salvador in 1678 markeerde een keerpunt, waarbij Garcia III zijn claim op de Kongolese troon verder uitbouwde, maar moest opboksen tegen tegenstand van zowel de Kinlaza-heersers in Lemba – eerst Pedro III (1678-1680), later João II (1680-1685) – als de Kimpanzu-koning Manuel de Nóbrega in Mbamba Lovata. Garcia III consolideerde zijn positie in Kibangu en weerstond tussen 1680 en 1685 meerdere offensieven van João II, totdat hij in 1685 werd opgevolgd door André I.